# 1857 en Italie
Chronologie de l'Italie
- 1853
- 1854
- 1855
- 1856
- 1857
- 1858
- 1859
- 1860
- 1861

## Événements
- 25 juin - 2 juillet : expédition manquée de Carlo Pisacane en Campanie[1]. Il se fait pourchasser et massacrer avec ses troupes par la population à Sanza. Camillo Cavour ouvre alors le Piémont aux déçus du mazzinisme et aux réfugiés politiques italiens, leur octroyant des droits civiques et politiques et leur permettant d’entrer dans l’administration.
- 1er août : constitution de la « Société Nationale Italienne »[2]. Sous l’action de Daniele Manin, Giorgio Pallavicino et Giuseppe La Farina, elle se prononce en faveur d’une monarchie unitaire sous l’égide de la maison de Savoie comme en témoigne sa devise : « L’Italie et Victor-Emmanuel ». Elle recrute dans les milieux modérés et libéraux de toutes les grandes villes, préparant les points d’appuis de l’avancée piémontaise.
- 31 août : le roi Victor-Emmanuel II de Sardaigne inaugure le début des travaux du tunnel du Fréjus (Mont-Cenis)[3].

- 25 octobre : dissolution de la chambre au Piémont ; aux élections du 15 novembre suivant[4], le gouvernement centriste n’obtient qu’une étroite majorité, et Cavour doit se séparer du ministre de l’intérieur Rattazzi[5]
- 14 décembre : ouverture de la VIe législature du royaume de Sardaigne sous la présidence de Carlo Cadorna[6].

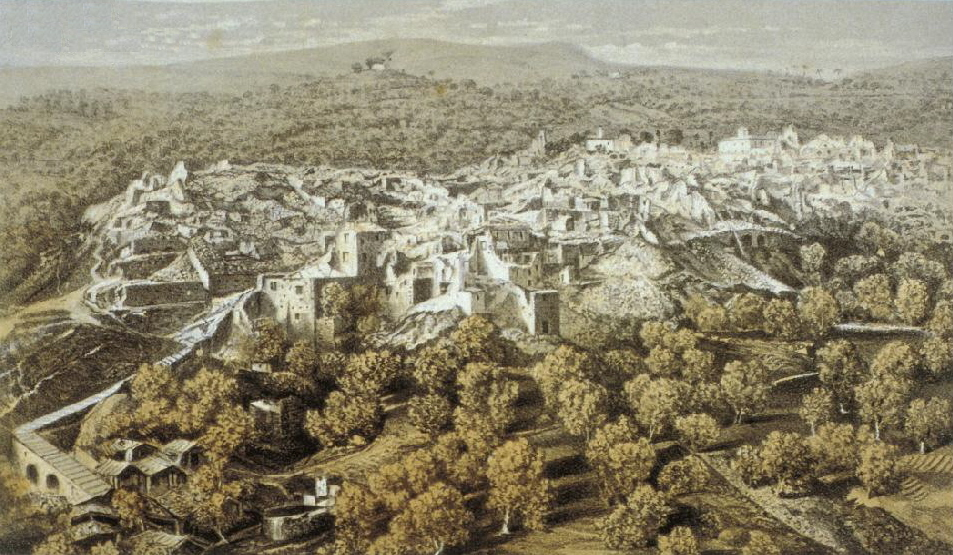
Ruines de Montemurro après le tremblement de terre de décembre.

- 16 décembre : un tremblement de terre fait plus de 11 000 victimes en Basilicate[7].

## Culture

### Opéras créés en 1857
- 27 janvier: création à l'Opéra de Paris de Le Trouvère, « grand opéra » en quatre actes et un ballet de Giuseppe Verdi sur un livret en français d'Émilien Pacini, d'après celui de Salvatore Cammarano pour Il trovatore, la version italienne de l'opéra.
- 12 mars: création de Simon Boccanegra, opéra en un prologue et trois actes de Giuseppe Verdi, livret de Francesco Maria Piave d'après une pièce d'Antonio García Gutiérrez, au théâtre de La Fenice à Venise.
- 16 août: création de Aroldo (en français, Harold), opéra en quatre actes de Giuseppe Verdi, livret en italien de Francesco Maria Piave d'après The Betrothed (Les Fiancés) de Walter Scott et Harold, or The Last of the Saxon Kings d'Edward Bulwer-Lytton au Teatro nuovo de Rimini.

## Naissance en 1857
- 9 septembre : Pompeo Mariani, peintre († 25 janvier 1927).
- 26 décembre : Gerolamo Lo Savio, réalisateur de la période du cinéma muet. († 1932)

## Décès en 1857
- 30 janvier : Agostino Aglio, 79 ans, lithographe, graveur et peintre (° 15 décembre 1777).
- 14 mars : Salvatore Spinuzza, 27 ans, patriote de l'Unité italienne, protagoniste de la révolte contre les Bourbons en Sicile. (° 18 décembre 1829)
- 22 avril : Luigi Rossini, 66 ans, graveur, généralement considéré comme l'héritier de Giovanni Battista Piranesi et reconnu pour ses représentations des monuments antiques de Rome et du Latium. (° 15 décembre 1790)
- 2 décembre : 
  - Filippo Agricola, 62 ans, peintre, essentiellement actif à Rome, peignant pour les églises dont celle de Sant'Onofrio, Saint-Jean-de-Latran, et Saint-Paul-hors-les-Murs. (° 12 avril 1795).
  - Gennaro Maldarelli, 62 ans, peintre académique, spécialisé dans les décorations de style pompéien pour l'aristocratie napolitaine, dont il peint les palais. (° 1795)